# Людовик Савойский
Людо́вик Саво́йский (Луи́, англ. Louis of Savoy, итал. Ludovico; 5 июня 1436 или 1 апреля 1437 — август 1482) — граф Женевский, король Кипра, правил вместе со своей женой, королевой Шарлоттой Кипрской. Людовик был вторым сыном и тёзкой герцога Людовика Савойского и его жены Анны де Лузиньян, дочери короля Януса Кипрского.

## Биография
Родился в Женеве. 14 декабря 1447 года малолетнего Людовика женили в замке Стерлинг на 14-летней принцессе Аннабелле Шотландской, дочери короля Шотландии Якова I. Юные супруги почти не общались, детей у них не было, и брак был аннулирован в 1458 году.
4 октября 1459 года Людовик женился на своей кузине, 15-летней королеве Шарлотте Кипрской и стал королём Кипра, а также приобрёл формальные титулы короля Иерусалима и Киликийской Армении. Эта свадьба была инициирована генуэзцами, обещавшими Шарлотте свою поддержку в борьбе за корону с её сводным братом Жаком (Яковом).
В 1460 году Жак захватил Фамагусту и Никосию и блокировал Шарлотту и Людовика в замке Кирения на три года. В 1463 году супруги бежали в Рим и поселились в Палаццо дей Конвертенди в Трастевере под покровительством Папы Пия II. Жак был коронован как король Жак (Яков) II.

## Смерть
Людовик Савойский скончался в замке Рипайль — резиденции герцогов Савойских на берегу Женевского озера — в 1482 году.

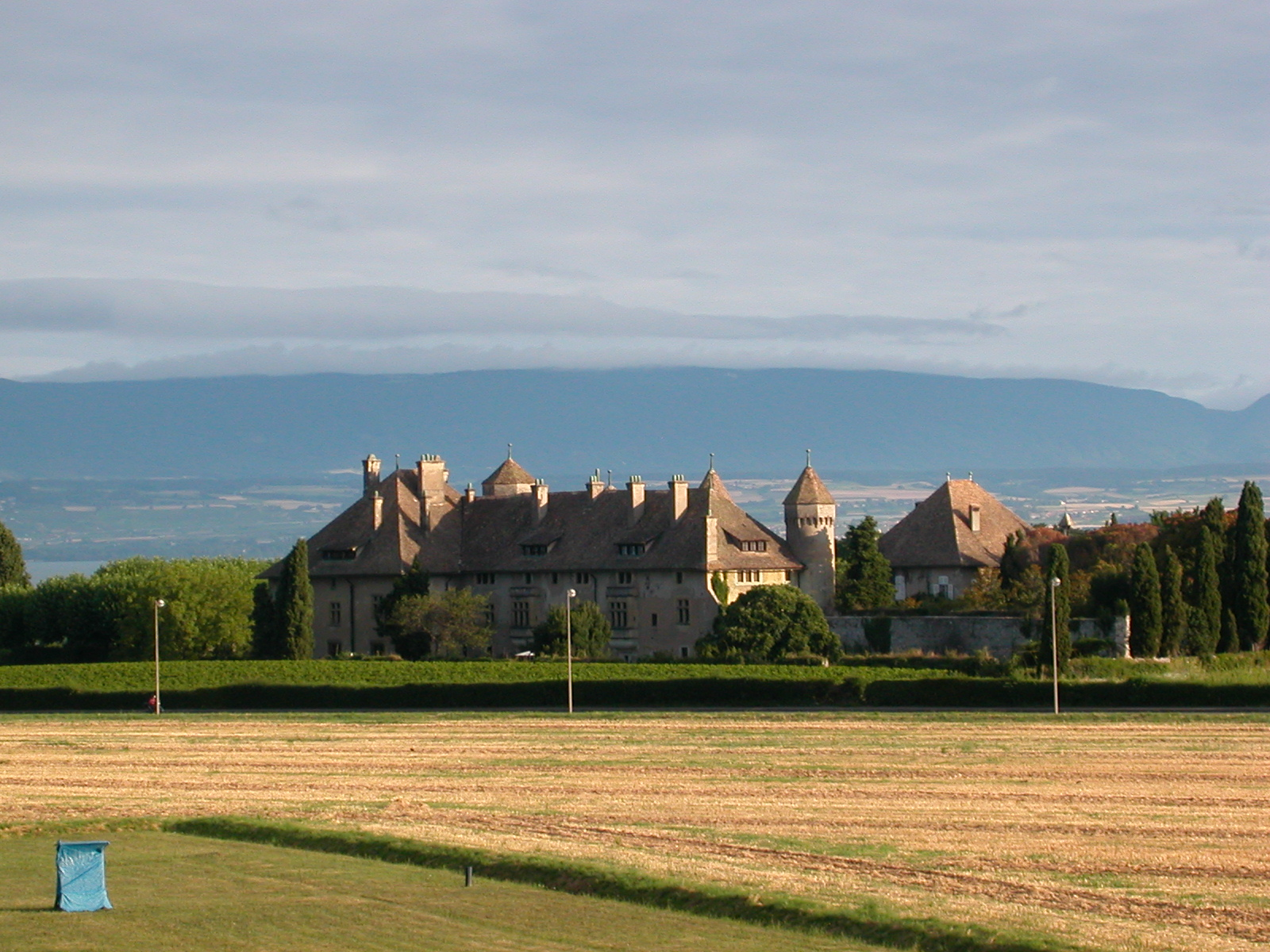
Замок Рипайль — резиденция герцогов Савойских

## Дети
От брака с Шарлоттой Кипрской у Людовика Савойского в июле 1464 года родился сын, однако он умер через месяц после рождения.